# Patronite
La patronite est le minéral sulfure de vanadium de formule VS4. Il est habituellement décrit comme V4+(S22−)2.  Structurellement, c'est un composé à "chaîne linéaire" avec des contacts alternativement liants et non-liants entre les centres vanadium. Le vanadium est octa-coordonné, ce qui est une géométrie inhabituelle pour ce métal.
Le minéral fut décrit pour la première fois en 1906 pour une occurrence dans la mine de vanadium Minas Ragra (en) située près de Junín, Cerro de Pasco, Pérou. Il a été nommé d'après le métallurgiste péruvien Antenor Rizo-Patron (1866–1948), le découvreur du gisement,. Au topotype au Pérou, il se trouve dans des fissures au sein d'un shale rouge probablement issu d'un dépôt d'asphalte. Les minéraux associés comprennent le soufre natif, la bravoïte, la pyrite, la minasragrite, la stanleyite, la dwornikite, le quartz et le lignite contenant du vanadium. Il a également été rapporté dans la gorge Yushkinite sur la Middle Silova-Yakha River dans les monts Paï-Khoï de la chaîne de l'Oural polaire en Russie et dans la mine Tsumeb en Namibie.